# Jakub Kos
Jakub Kos (* 30. května 2003, Kuřim) je český hokejový útočník, který momentálně působí v české nejvyšší soutěži, v týmu HC Kometa Brno. 
V roce 2021 byl draftován jako 184. celkově týmem Florida Panthers, ale šanci zahrát si v zámoří zatím (2023) nedostal. Od roku 2021 střídavě působil v Ilves a v partnerském týmu KooVee, který hraje druhou nejvyšší finskou soutěž Mestis. V říjnu roku 2023 se v rámci jednoročního hostování vrátil do Komety Brno, kde v mládeži před odchodem do Finska působil. 
Jakub Kos pravidelně nastupoval ve všech kategoriích mládežnických reprezentací. V roce 2023 se mu povedlo získat stříbrnou medaili na juniorském šampionátu. Celkově tak nasbíral 84 startů, ve kterých si připsal 34 kanadských bodů.